# Lexikon der Künstlerinnen 1700–1900
Das Lexikon der Künstlerinnen 1700–1900.  Deutschland, Österreich, Schweiz ist ein biographisches Nachschlagewerk von Jochen Schmidt-Liebich, das 2005 im Verlag K. G. Saur erschienen ist. Es entstand als Ergänzung des Allgemeinen Künstlerlexikons, in dessen Datenbank auch sämtliche Einträge übernommen wurden.
Das Lexikon enthält biographische Artikel zu rund 3.100 bildenden Künstlerinnen des deutschsprachigen Raumes aus dem 18. und 19. Jahrhundert. Berücksichtigt wurden künstlerisch tätige Frauen, die nach 1700 noch tätig waren bzw. spätestens 1850 geboren wurden. Neben professionellen und akademisch ausgebildeten Künstlerinnen wurde auch durch Auswertung peripherer Quellen Material zu vielen Dilettantinnen und weitgehend unbekannten Künstlerinnen dieses Zeitraums zusammengetragen und ausgewertet. Neben den biographischen Daten und einer Werkliste gibt es kurze Notizen über das jeweilige private, gesellschaftliche und kulturelle Umfeld der Künstlerinnen wie z. B. Auftraggeber, Freundeskreis, eventuell auch aktuelle Auktionsergebnisse (Stand 2004). Jedes Lemma enthält bibliographische Angaben.
Das Lexikon enthält im Anhang eine ausführliche Bibliografie sowie einen Essay über Geldwesen und Lebenshaltungskosten des betreffenden Zeitraums.

## Ausgaben
- Jochen Schmidt-Liebich: Lexikon der Künstlerinnen 1700–1900. Deutschland, Österreich, Schweiz. K. G. Saur,  München 2005, ISBN 3-598-11694-2 (Auszüge bei Google-Books; Rezension).